# Juan Mihovilović Hernández
Juan Mihovilović Hernández (Punta Arenas, 1951.) je čilski književnik hrvatskog podrijetla. Pisao je romane, pripovijetke, pjesnik i esejist. Po struci je pravnik.

## Životopis
Rodio se je 1951. u siromašnoj četvrti gradića Punta Arenasa u kojoj su uglavnom stanovali hrvatski iseljenici. Djed mu je bio s otoka Brača, iz Pražnica.
U Punta Arenasu je živio sve dok nije završio srednje školovanje. Onda je otišao na studij izvan svog rodnog grada. Ipak, u svojim će se djelima baviti svojim rodnim gradom i svojom četvrću. To je slučaj s romanom Njene bose noge po snijegu, Zadnja kazna te u nekoliko pripovjedaka. 
Rodni je kraj prikazivao kao negostoljubivi hladni i samotni kraj gdje svijet završava.
Jerko Ljubetić Mihovilovića Hernándeza opisuje kao "pripovjedača hrvatskih sudbina u Čileu". 
Pripovjetka mu je predložak za pisanje kratkih priča, izbjegava imenovati svoje likove, ne bilježi toponime, čime manifestira univerzalnost svojih priča (Denis Derk). Mihovilović, prema svojim riječima, Hrvatsku osjeća u duši, što se prepoznaje u likovima iz njegovih djela. Kod Mihovilovića svaka kratka priča je svojevrsni mali roman, umješno napisan s malo metafora, pri čemu mu pomaže bogato pjesničko i esejističko iskustvo.(Denis Derk)
Osobiti ugled Mihovilović je postigao romanom Zaraza ludošću. 

## Djela
- roman La última condena (Zadnja osuda, 1980., 1983.)
- zbirka pripovijedaka El ventanal de la desolación (Prozor nad pustoši), 1989., 1993.)
- roman Sus desnudos pies sobre la nieve (Njezine bose noge po snijegu, 1990.) (preveden na hrvatski, preveo Jerko Ljubetić)
- zbirka pripovijedaka El clasificador (Razvrstavač, 1992.) (preveden na hrvatski, prevela Željka Lovrenčić, 2014.)
- zbirka pripovijedaka Restos mortales (Posmrtni ostatci, 2004.)
- roman El contagio de la locura (Zaraza ludila, 2006.) (preveden na hrvatski, preveo Jerko Ljubetić)
- zbirka pripovijedaka Los números no cuentan (Brojevi ne pričaju, 2008.).
- roman Desencierro (Oslobođenost, 2009.)
- roman Grados de referencia (Referencijalni stupnjevi, 2011.)
- roman El asombro (Strah, 2013.)